# Heineken
 (транскр.  Хејнекен) је холандска мултинационална компанија у сектору пива и пића и активна је у више од 200 земаља. Хејнекен поседује 300 брендова пива, са укупном запремином пива од више од 218 милиона хектолитара (2017. године), Хејнекен припада највећим пиварама у свету, после белгијске Анхојзер-Буш InBev. Поред тога, Heineken је највећи произвођач цидера на свету. Производња се одвија у више од 140 пивара у 71 земљи. Heineken такође послује кроз извозне активности и партнере за лиценцирање. Више од половине продаје се одвија у Европи. Heineken има приближно 80.000 запослених.